# Лім Любані
 Лім Любані також Лім Лубані (араб. ليم لوباني; івр. לים לובאני;; нар. 31 серпня 1997) — арабо-ізраїльська актриса палестинського походження. Вона відома по ролі Надії у фільмі Гані Абу-Ассада «Омар».

## Рання життя та освіта
Лім Любані народилася в Назареті, Ізраїль. Вона була старшокласницею у Вальдорфській школі Хардуфа в кібуці Хардуф (Harduf), коли вона професійно дебютувала у фільмі "Омар".

## Кар'єра
Любані дебютувала у фільмі «Омар», попри відсутність акторської підготовки. На 86-й церемонії вручення премії «Оскар» фільм був номінантом у категорії Найкращий фільм іноземною мовою.
У 2014 році Лім Любані з'явилася у фільмі Алі Мустафи  "From A to B", а також зіграла роль Саліми в комедії "Рок на сході" Білла Мюррея.

## Фільмографія

### Фільм
| Рік  | Назва        | Роль   |
| ---- | ------------ | ------ |
| 2013 | Омар         | Надія  |
| 2014 | From A to B  | Шадія  |
| 2015 | Рок на Сході | Саліма |
| 2018 | Свята Джуді  | Асефа  |

### Телебачення
| Рік  | Назва  | Роль           | Примітки                  |
| ---- | ------ | -------------- | ------------------------- |
| 2018 | Кондор | Габріель Жубер | Основний акторський склад |

## Зовнішні посилання
- Лім Любані на сайті IMDb (англ.)
- Лім Любані на сайті Rotten Tomatoes (англ.)